# Андрей Шептицький (монета)
«Андрей Шептицький» — ювілейна монета номіналом 2 гривні, випущена Національним банком України. Присвячена 150-річчю від дня народження видатного церковного, політичного, громадсько-культурного діяча, мецената, митрополита Української греко-католицької церкви — Андрея Шептицького (мирське ім'я Роман-Марія-Александер), який сприяв національному самозбереженню українського народу.
Монету було введено в обіг 15 липня 2015 року. Вона належить до серії «Видатні особистості України».

## Опис та характеристики монети
| Номінал грн. | Метал      | Маса, грам | Діаметр, мм. | Якість виготовлення       | Гурт     | Тираж, штук |
| ------------ | ---------- | ---------- | ------------ | ------------------------- | -------- | ----------- |
| 2            | нейзильбер | 12,8       | 31           | спеціальний анциркулейтед | рифлений | 30 000      |

### Аверс
На аверсі монети розміщено: угорі малий Державний Герб України та напис півколом «НАЦІОНАЛЬНИЙ БАНК УКРАЇНИ», у центрі — композицію з церковними атрибутами; унизу: номінал «2/ГРИВНІ», рік карбування монети — «2015»; логотип Монетного двору Національного банку України (праворуч).

### Реверс
На реверсі монети зображено Андрея Шептицького, який сидить у кріслі з книгою на колінах, ліворуч — митра; праворуч написи півколом: «МИТРОПОЛИТ АНДРЕЙ ШЕПТИЦЬКИЙ» (унизу), «1865–1944» (угорі).

## Автори

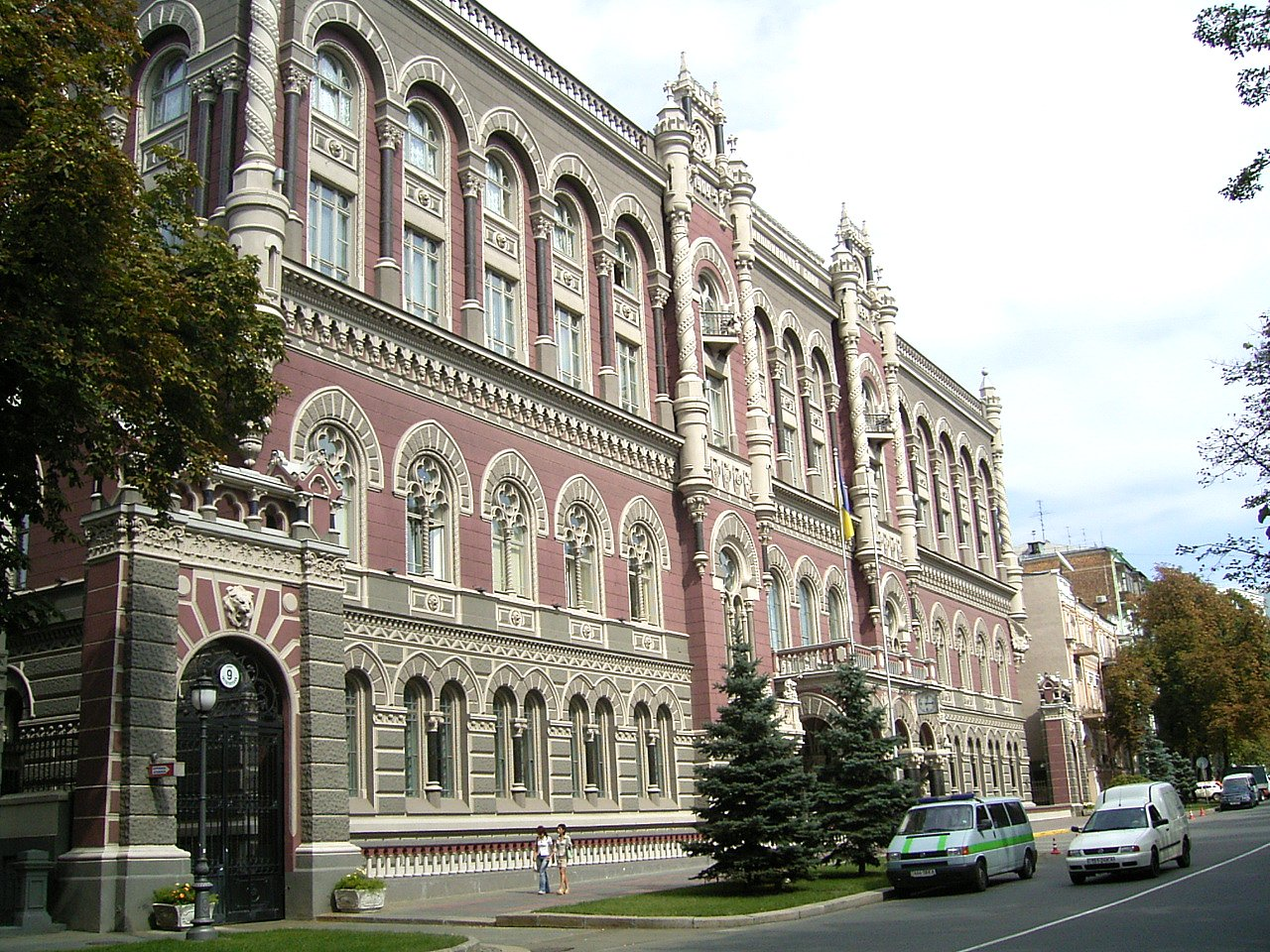
Будівля Національного банку України

- Художник — Кочубей Микола.
- Скульптор — Атаманчук Володимир.

## Вартість монети
Під час введення монети в обіг у 2015 році, Національний банк України реалізовував монету через свої філії за ціною 22 гривні.
Фактична приблизна вартість монети, з роками змінювалася так:
| Рік        | 2016 | 2017 | 2018 | 2019 | 2020 | 2021 | 2022 | 2023 | 2024 | 2025 |
| ---------- | ---- | ---- | ---- | ---- | ---- | ---- | ---- | ---- | ---- | ---- |
| Ціна, грн. | 45   | 125  | 125  | 115  | 120  | 125  | 135  | 180  | 280  | 300  |